# مدرسه کسب‌وکار هاس
مدرسه کسب و کار هاس (برکلی هاس) (انگلیسی: berkeley Haas) مدرسه کسب و کار دانشگاه کالیفرنیا، برکلی است. این مدرسه کسب و کار که نخستین در نوع خود است که در یک دانشگاه دولتی در ایالات متحده تأسیس شده ‌است، توسط  اکونومیست، فایننشال تایمز، رتبه بندی دانشگاه‌های جهانی QS، یواس نیوز اند ورلد ریپورت و بلومبرگ بیزنس ویک به عنوان یکی از ده مدرسه برتر کسب و کار جهان رتبه بندی شده است.
اعضای هیئت علمی شاخص آن شامل رؤسای سابق فدرال رزرو و شورای مشاوران اقتصادی، برندگان جایزه نوبل در اقتصاد، اقتصاددان ارشد گوگل و دیگر چهره‌های برتر جهانی هستند. این مدرسه در چهار ساختمان پیرامون یک حیاط مرکزی در گوشه جنوب شرقی پردیس برکلی واقع شده‌است، جایی که دانشجویان کارشناسی و کارشناسی ارشد در کلاس‌ها شرکت می‌کنند. مرکز رشد استارت آپ ساکن آن، برکلی اسکایدک، در غرب در مرکز شهر برکلی واقع شده‌است.

## رتبه‌بندی

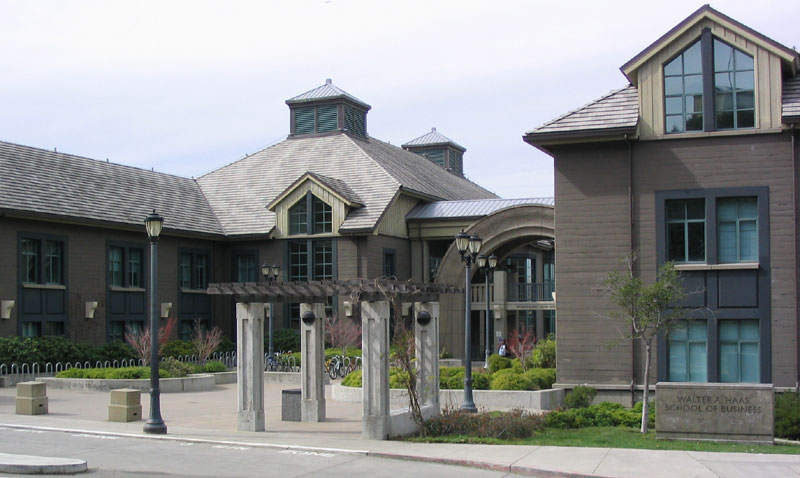
ورودی شرقی، از کنار استادیوم یادمان کالیفرنیا